# نيكول مانز جاجيرمان
نيكول مانز جاجيرمان (بالهولندية: Nicole Jagerman) مواليد 23 يوليو 1967 في أمستلفين، هولندا، هي لاعبة كرة مضرب هولندية سابقة. أعلى تصنيف لها في الفردي كان المركز الـ 43 في سنة 1990. أعلى تصنيف لها في الزوجي كان المركز الـ 22 في سنة 1994. سبق أن شاركت في دورة الألعاب الأولمبية الصيفية.

## روابط خارجية
- نيكول مانز جاجيرمان على موقع رابطة محترفات التنس (الإنجليزية)
- نيكول مانز جاجيرمان على موقع الاتحاد الدولي لكرة المضرب (الإنجليزية)
- نيكول مانز جاجيرمان على موقع كأس بيلي جين كينغ (الإنجليزية)
- نيكول مانز جاجيرمان على موقع بطولة ويمبلدون (الإنجليزية)
- نيكول مانز جاجيرمان على موقع خلاصة التنس.كوم (الإنجليزية)
- نيكول مانز جاجيرمان على موقع اللجنة الأولمبية الدولية (الإنجليزية)
- نيكول مانز جاجيرمان على موقع أوليمبيديا (الإنجليزية)